# Доњи Котори
Доњи Котори (грч. Υδρούσσα, Идруса) је насеље у Грчкој у општини Лерин, периферија Западна Македонија. Према попису из 2021. било је 252 становника.
На попису из 1991. године Доњи Котори су имали 380 становника, од чрга су Словени апсолутна већина а остали Албанци хришћани.

## Становништво
| Година       | 1951  | 1961 | 1971 | 1981 | 1991 | 2001 | 2011 |
| ------------ | ----- | ---- | ---- | ---- | ---- | ---- | ---- |
| Становништво | 1.267 | 571  | 506  | 456  | 380  | 364  | 304  |